# Gustave Ladon
Gustave Ladon (né Gustaaf Ludovicus Maria le 13 août 1863 à Gand (Belgique) et mort dans la même ville le 23 juin 1942) est un vitrailliste belge. Fils cadet et huitième enfant de Jan-Baptist Ladon et d'Amelia Francisca Bossier, il a grandi dans une famille de la classe ouvrière flamande. Malgré ses origines modestes, il est devenu un artiste verrier de premier plan.

## Biographie

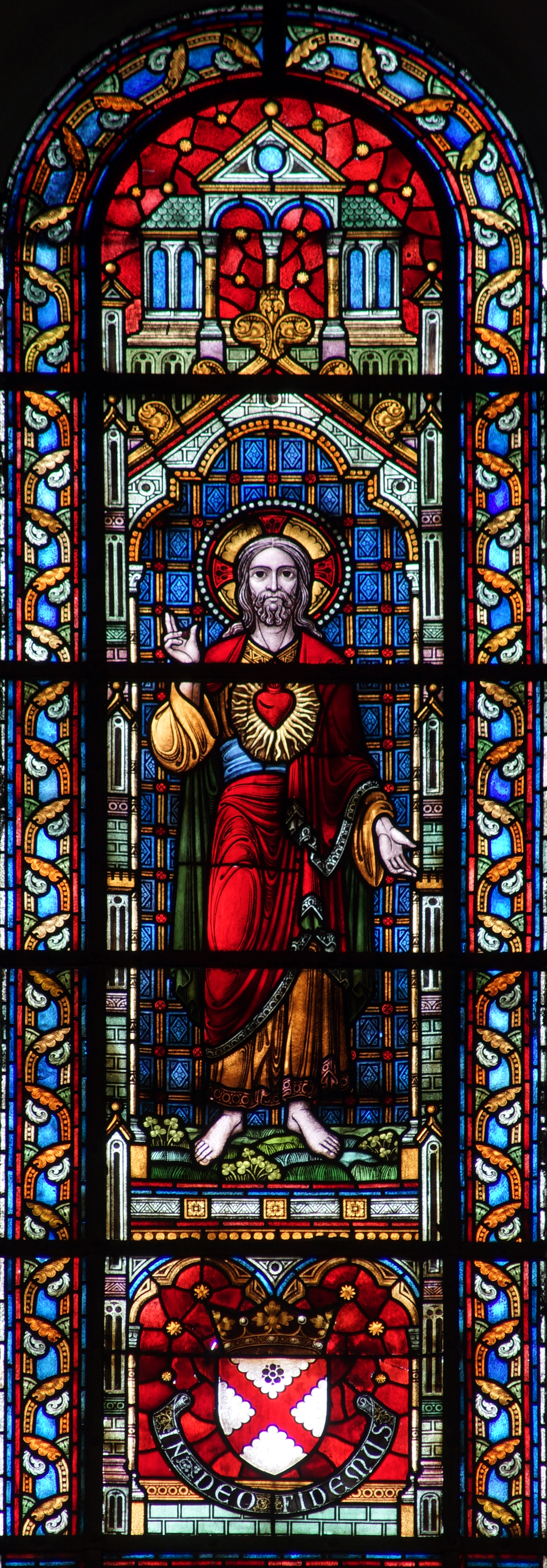
Le Sacré-Cœur - Eglise de l'Immaculée Conception (Gohyssart-Jumet).

À partir de 1875, à peine âgé de 12 ans, Gustave Ladon suit des cours de peinture du soir à la Sint-Lucasschool établie à Gand depuis 1866. Il s'y forme pendant 13 ans, jusqu'en 1888, date de l'obtention de son diplôme.
Entre-temps, il a reçu le premier prix à trois reprises.
En 1875, il entre au service du vitrier et architecte Arthur Verhaegen qui lui apprend l'art du vitrail. Vers 1880, Ladon a fourni une part des vitraux produits par Verhaegen. Gustave a travaillé pour le studio « de Bethune-Verhaegen » pendant 19 ans avant de s'installer dans son propre studio dans la Hoogstraat à Gand.
À partir de cette période, il embauche le vitrier novice Camille Ganton (1872-1946) pour cinq ans.
La classe et la solidité remarquables de Ladon, combinées à son style raffiné, lui valent de nombreuses commandes. Progressivement, Ladon déménage son atelier à l'Elisabethgracht et au Begijnengracht à Gand.
Sa production était clairement caractérisée durant la première période par le style néo-gothique : utilisation de médaillons et d'une couleur limitée. Au fil du temps, il a évolué vers de plus grandes compositions découpées par des monels.

### Fonctions
En raison de ses compétences, Gustave Ladon a été chargé des fonctions suivantes :
- Membre actif de la Guilde de Saint-Luc et Saint-Joseph.
- Membre de la guilde de Saint Thomas et Saint Luc.
- Membre actif de la Commission royale pour les monuments et les paysages.
- Membre correspondant de la Commission royale pour les monuments de Flandre orientale.

## Œuvres
Un grand nombre d'églises - tant en Belgique qu'à l'étranger - ont été (partiellement ou complètement) ornées des vitraux de Ladon, notamment :
- 1896-1907 : collégiale Notre-Dame de Dinant.
- 1902 : abbaye des Saints-Pierre-et-Paul de Termonde.
- 1920 : église Notre-Dame du Sablon de Bruxelles.
- 1935 : cathédrale Saint-Rombaut de Malines.

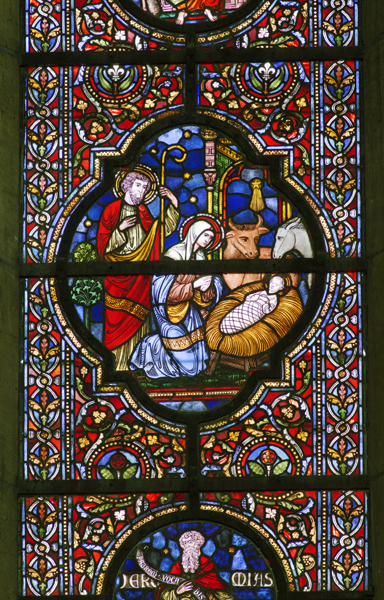
Dinant
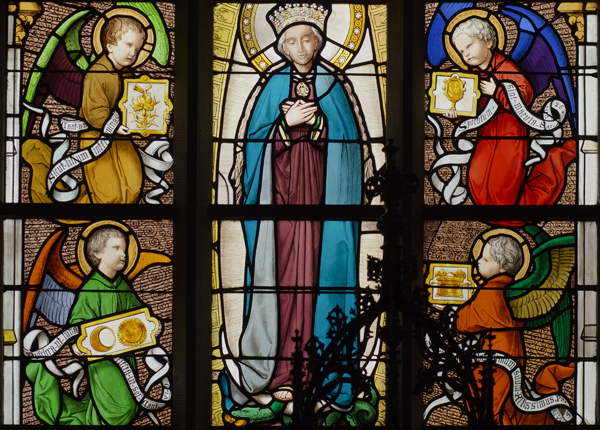
Termonde
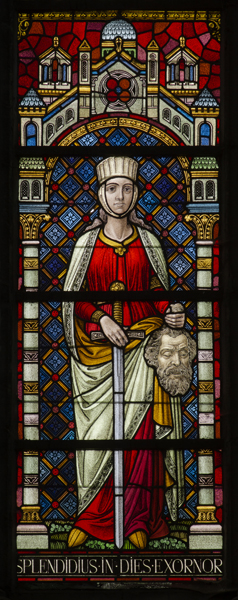
Audenarde
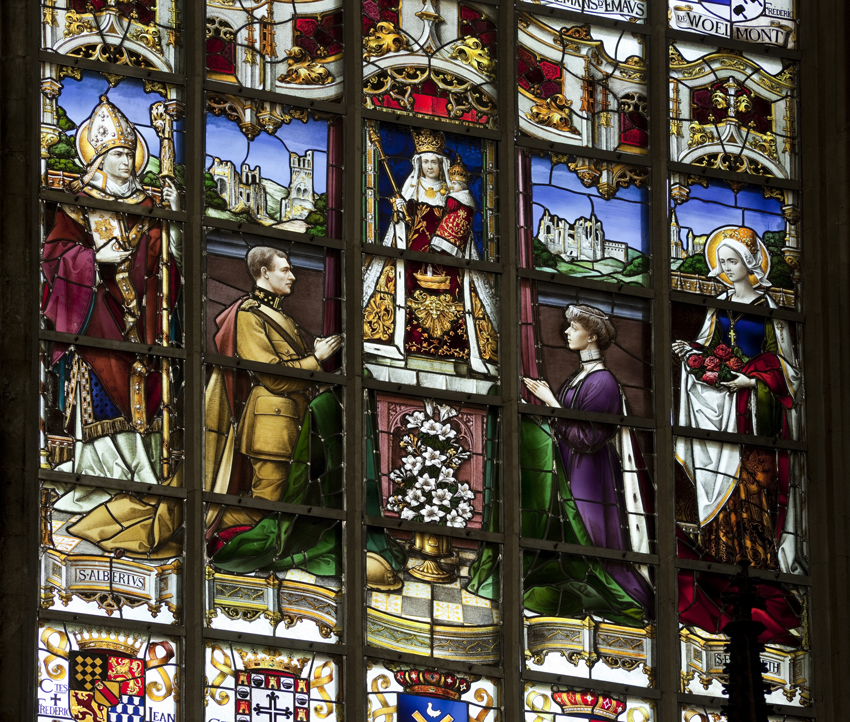
Bruxelles
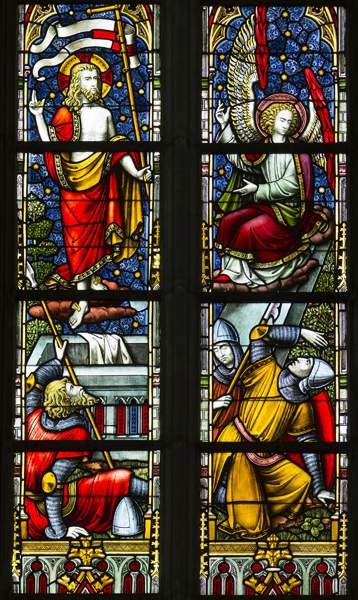
Renaix